# Constantin Doldur
Constantin Doldur (n. 20 noiembrie 1939, Râmnicu Sărat, Râmnicu-Sărat, România) este un jurist român, care a deținut funcția de judecător la Curtea Constituțională a României (1998-2006).

## Biografie
Constantin Doldur s-a născut la data de 20 noiembrie 1939 în orașul Râmnicu Sărat (județul Buzău). A absolvit Facultatea de Drept a Universității din București (1963). A lucrat ca judecător și vicepreședinte de judecătorie în București, ocupând ulterior mai multe funcții de specialitate juridică în administrația publică. 
După anul 1989, a fost consilier, director și secretar general în Ministerul Justiției. Din anul 1992, a lucrat ca expert la Institutul Național al Magistraturii. Între anii 1992-1996, a fost membru al Consiliului de conducere al Institutului Național al Magistraturii.
El a efectuat un stagiu de pregătire la Școala Națională de Magistratură din Franța. Judecătorul Constantin Doldur a fost și arbitru supleant în cadrul Curții de conciliere și arbitraj a OSCE și secretar de stat în Ministerul Justiției. 
În anul 1998, Constantin Doldur a fost numit de către Camera Deputaților în funcția de judecător la Curtea Constituțională a României, pentru un mandat de nouă ani, fiind susținut de către grupul parlamentar PNL. El a fost unul din cei trei judecători ai Curții Constituționale (alături de Aspazia Cojocaru și Gabor Kozsokar) care au avut opinii separate privind articolele din legile reformei justiției - adoptate în vara anului 2005 - referitoare la vârsta de pensionare, permanentizarea activității membrilor Consiliului Superior al Magistraturii și reinvestirea în funcțiile de conducere ale magistraților. A demisionat din funcție la data de 7 aprilie 2006 pe motiv de "vârstă și starea sănătății". 
În anul 2000, a fost decorat de către președintele României, Emil Constantinescu, cu Ordinul Național „Pentru Merit” în grad de Mare Cruce.

## Activitatea științifică
Constantin Doldur este autor al unor articole, note, comentarii, publicate în reviste de specialitate, precum și al altor lucrări – rapoarte și comunicări – prezentate la reuniuni de specialitate organizate în țară sau în străinătate. De asemenea a fost coordonator al publicației "Buletinul Curții Constituționale".
Dintre lucrările publicate de Constantin Doldur menționăm următoarele: 
- «La Cour Constitutionnelle de la Roumanie», în volumul "Giustizia Constituzionale Sviluppo Democratico Nei Paesi dell'Europa Centro-Orientale", sub îngrijirea lui Giuseppe de VERGOTTINI (G.Gioppichelli Editore, Torino, 2000).